# Paul Harsin
Paul Harsin (né le 21 janvier 1902 à Liège et mort le 11 juillet 1983 à Liège) est un historien qui obtint le Prix Francqui en 1950. Il est aussi un militant wallon.

## Carrière scientifique
Docteur en histoire, en droit et en sciences politiques de l'Université de Liège (1924 et 1926), il est présenté à la nomination comme chargé de cours à Camille Huysmans qui refuse cette nomination pour des raisons financières. Diplômé de l'École des hautes études à Paris, professeur à l'Athénée de Malmedy, Harsin est finalement chargé de cours en 1929, professeur en 1933. Il va marquer les études d'histoire de son temps notamment par le livre Comment on écrit l'histoire. Il reçoit d'ailleurs le Prix Francqui en 1950, le prix quinquennal d'histoire (en 1956-1960), est fait Docteur honoris causa des universités de Grenoble, Lille et Paris, occupe la Chaire Francqui à l'Université de Gand (1946-1947), à l'Université libre de Bruxelles (1952-1953) puis enfin à l'Université catholique de Louvain (1960-1961). Il est entré à l'Académie royale de langue et de littérature françaises en 1951, devient membre correspondant de l'Institut de France en 1975, est considéré comme l'un des grands spécialistes des institutions politiques et économiques de l'Ancien Régime. Il entreprend la création d'une section d'études économiques modernes en 1949 qui organisera nombre de colloques internationaux et publiera en 1959 La dynamique de la région liégeoise qui met en question tant la gestion des industries de Liège que celle des  banques bruxelloises. Dans les années 1970 il soutient Pierre Lebrun qui inaugure à Liège un Centre d'Histoire quantitative. À Liège, en 1935, il a publié la première version intégrale (en deux volumes in-8) de l'œuvre majeure de Nicolas Dutot (1684-1741), l'un des pères, au XVIIIe siècle, de l'étude quantitative des phénomènes économiques, les Réflexions politiques sur les finances et le commerce.

## Le militant wallon
Membre du comité de parrainage du deuxième Congrès culturel wallon (à Liège en 1955), du comité liégeois qui parraine le Pétitionnement wallon de 1963, Harsin s'est déjà engagé avant la guerre notamment en contribuant à La Terre wallonne d'Élie Baussart. Il adhère à Rénovation wallonne en 1945, participe au Congrès national wallon de 1945, fait partie du groupe des catholiques wallons opposés au retour de Léopold III qui écriront en ce sens à l'évêque de Liège Monseigneur Kerkhofs, le texte de la lettre étant d'ailleurs de la plume d'Harsin. En 1953, avec Robert Royer il présente au Premier Ministre un mémoire attirant l'attention du gouvernement sur les difficultés économiques de la Wallonie. En 1963, il prend position en faveur du maintien des Fourons dans la Province de Liège en 1962, signe la pétition La Wallonie en Europe en 1966 et figure en juin 1976 parmi les signataires de la Nouvelle Lettre au Roi pour un vrai fédéralisme proposé à la signature d'intellectuels par Fernand Dehousse, Marcel Thiry et Jean Rey. En 1977, Paul Harsin est le septième candidat de la liste du Rassemblement wallon de Liège en compagnie de Pierre Bertrand, Lucien Outers, Jacques Levaux et Jean Mottard notamment. 
Encyclopédie du Mouvement wallon, Tome II, p. 785-786.

## Publications
- « Velbruck, sa carrière politique et son élection à l'épiscopat liégeois », La Vie wallonne,‎ 1924-1925

- « Velbruck, le prince, l'évêque », La Terre wallonne,‎ mai 1929, p. 70
- Textes rares ou inédits concernant le bourgmestre La Ruelle, 1936